# Ода Нобунаґа
О́да Нобуна́ґа (яп. 【織田信長】 おだのぶなが; 23 червня 1534 — 21 червня 1582) — японський державний і військовий діяч, магнат, самурайський полководець періоду «Воюючих країн». Розпочав процес об'єднання роздробленої Японії. Головний герой японської воєнної епопеї «Записи про князя Нобунаґу». Господар замків Нагоя (близько 1545—1555), Кійосу (1555—1563), Комакі (1563—1567), Ґіфу (1567—1576), Адзучі (1576—1582). Тимчасовий старший державний радник (1575—1576) генерал імператорської гвардії (1575—1578), двірцевий міністр (1576—1577), правий міністр (1577—1578), великий державний міністр (посмертно, 1582). Японський національний герой. З 1869 року вшановується як шінтоїстське божество. Зайняв перше місце у загально-національному опитуванні «Великі японці» (2006).
Народився у провінції Оварі. Син управителя Оди Нобухіде, старійшини воєводських намісників провінції. Після смерті батька в 1552 році знищив родичів-конкурентів і близько 1559 року об'єднав Оварі. 1560 року одержав велику перемогу в битві при Окехадзамі над військами магната Імаґави Йошімото, голову якого здобув у бою. У 1560—1567 роках розбив рід Сайто й захопив його провінцію Міно. 1568 року здійснив успішний похід на японську столицю Кіото, підтримавши претендента на пост сьогуна Асікаґу Йосіакі. Під час походу підкорив Столичну округу. Через конфлікт із сьоґуном розпочав війну проти першого антинобунаґівського союзу в складі сусідніх магнатських родів Асакура, Адзай, Такеда, а також буддистських монастирів Осаки та Енряку. У 1570—1573 роках розбив сили союзу й 1573 року ліквідував сьоґунат Муроматі, вигнавши Йошіакі зі Столичної округи. У 1574—1575 роках винищив анклави непокірних буддистів у Наґасіма та Етідзені. 1575 року в битві при Наґашіно першим серед японських полководців широко застосував вогнепальну зброю. 1576 року заснував на березі озера Біва замок і містечко Адзучі, яке стало його резиденцією. У 1576—1580 роках вів боротьбу проти другого антинобунаґівського союзу, який був організований сьоґуном-втікачем на базі родів Морі, Уесуґі, Такеда, а також Осацького монастиря. 1580 року зайняв Осаку після тривалої облоги. Внаслідок перемоги над союзом підкорив більшу частину Центральної Японії. 1581 року знищив пристоличну конфедерацію нінджя з Іґи. 1582 року остаточно ліквідував воєводський рід Такеда, приєднавши його володіння у провінціях Шінано, Кай та Кодзуке. 1582 року готував великий похід до Західної Японії. Трагічно загинув у столичному монастирі Хонно від рук власного полководця Акеті Міцухіде. Внаслідок пожежі тіла покійного не знайшли. Формально похований з почестями у монастирі Дайтоку, Кіото. Напередодні смерті об'єднав третину японських земель. Справу його життя продовжив Тойотомі Хідейоші, полоководець дому Ода.
Встановив авторитарський режим, який спирався на військову міць Оди та престиж імператорського дому. Реформував традиційне японське військо шляхом розмежування військового (самурайського) і селянського станів, створення ефективної системи мобілізації, впровадження жорстокої дисципліни, застовування модерної зброї — наддовгих списів (3,5 м), аркебуз, гармат, великих кораблів тощо. Започаткував будівництво кам'яних японських замків із головною баштою, які поступово замінили середньовіччні дерев'яні замки по всій країні. Проводив опис підвладних земель, створив нову систему землеволодіння. Сприяв формуванню єдиного японського ринку, запроваджуючи режим вільної торгівлі у містах та ліквідуючи застави на дорогах. Вів боротьбу проти буддистських сект, які претендували на владу або збурювали суспільний спокій. Був патроном єзуїтських місіонерів (з 1569 року), фундатором християнської Церкви Внебовзяття в Кіото (1576) та семінарії в Адзучі (1580).

## Біографія

### Молоді роки
Народився 1534 року (3 року Тенбун) у родині Оди Нобухіде, у родині військового володаря (даймьо) з провінції Оварі (сучасна префектура Айчі). Нобунаґа був третім сином свого батька, але завдяки тому, що він був первістком народженим від головної дружини, його вважали наступником роду Ода. Саме тому, він був назначений господарем замку Наґоя вже у два роки. Змалечку Нобунаґа любив чудернацькі речі й поводився вкрай жахливо, за що отримав прізвисько «великий дурень».
У 1546 році (15-му році Тембун) він пройшов церемонію повноліття у замку Фуруватарі і отримав ім'я «Ода Сабуро Кадзусаноске Нобунаґа». Через два роки, за посередництва свого наставника Хірате Масахіде, він одружився із донькою Сайто Досана, володаря сусідньої провінції Міно (суч. префектура Ґіфу). У 1549 році Нобунаґа зустрівся зі своїм тестем у монастирі Шьотоку, де уклав з ним союз. За переказами, під час цієї зустрічі Сайто Досан був настільки вражений Нобунаґою, що передрік загибель власного роду від рук свого зятя.
1551 року (20 року Тенбун) батько Нобунаґи, Ода Нобухіде, помер. Його син успадкував титул голови роду, але реального впливу на родичів Нобунаґа майже не мав. Багато старійшин та васалів роду відійшли від нього особливо через імідж «дурня», який посилився після чудернацької витівки на похороні батька.

### Боротьба за Оварі
Більшість старшин на чолі з Хаясі Мітікацу та Сібатою Кацуіє перейшли на сторону молодшого брата Нобунаґи, Оди Нобуюкі, у боротьбі за пост голови роду. З іншого боку ряд впливових самураїв, серед яких були Морі Йошінарі, Саса Нарімаса та Каваджірі Хідетака підтримали Нобунаґу.
Відкрита війна між двома угрупуваннями почалась 1556 року (2 року Коджі). Цього року загинув тесть і союзник Нобунаґи, Сайто Досан. Вирішивши, що це сприятливий момент для взяття влади, партія Нобуюкі атакувала сили Нобунаґи. Але у битві при Іноу заколотники зазнали поразки. Нобунаґа збирався покінчити з ними, але за заступництва матері помилував свого молодшого брата і його васалів.
Наступного року Нобуюкі вдруге вирішив підняти війська. Проте його долю вирішив один із його полководців — Сібата Кацуіє. Переконавшись у військовій майстерності Нобунаґи у торішній битві, він вирішив перейти на бік законного голови роду Ода і доніс йому про наміри Нобуюкі. Дізнавшись про спроби нового заколоту, Нобунаґа заманив молодшого брата до своєї резиденції і позбавив його життя.
Згодом, у 1559 році (2 році Ейроку), ліквідувавши решту опонентів роду Ода, Нобунаґа закріпив за собою титул голови роду і фактично об'єднав землі провінції Оварі.

### Окехадзама

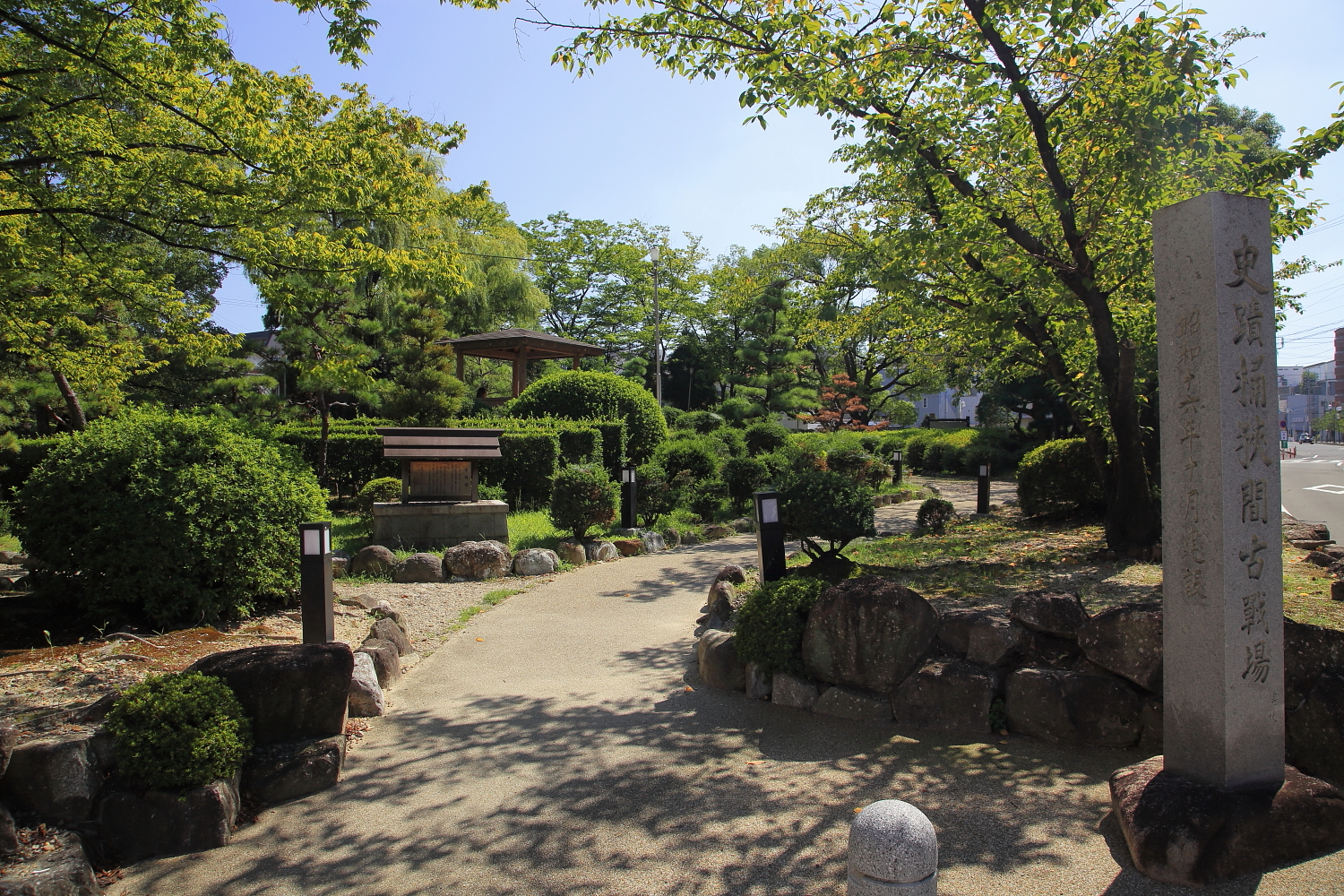
Місце битви при Окехадзама (місто Тойота в префектурі Айті)

У травні 1560 року (3 року Ейроку), після того як Нобунаґа завершив об'єднання земель провінції Оварі, до його володінь вдерлась 25-тисячна армія Імаґави Йосімото, володаря провінції Суруґа (сучасна префектура Сідзуока). Сили Ода чинили опір, але їхняагальна кількість не перевищувала 5-тисяч вояків. Авангард  ворога під командуванням володаря Мацудайри Мотоясу (пізніше знаного як Токуґава Ієясу) захопив ряд прикордонних фортів.
Під час цієї смертельної небезпеки Нобунаґа зберігав холоднокровність. Отримавши таємне повідомлення про те, що головнокомандувач ворожих армій Імаґава Йосімото зупинився перепочити на пагорбі Окехадзама, він миттєво зібрав усі наявні сили і, під прикриттям раптової зливи, атакував центральний штаб противника. Війська Імаґави не були готові до бою і почали тікати. Вояки Нобунаґи продовжували бити відступаючих. Під час погоні гвардійці Хаторі Шьохейта і Морі Шінсуке здобули голову Імаґави Йосімото. Довідавшись про загибель головнокомандуючого решта військ противника поспіхом відступили до провінції Суруґа. Таким, чином сили Ода здобули блискавичну перемогу, а ім'я Нобунаґи прославилось на цілу «Піднебесну».
Після цієї битви рід Імаґава сильно ослаб. Від нього відкололася провінція Мікава (сучасна префектура Айчі) на чолі з Токуґава Ієясу. У 1562 році останній уклав союз із Нобунаґою, і розпочав війну з родом Імаґава, поступово поглинаючі західні володіння колишнього сюзерена. У свою чергу, підписання договору з Ієясу зняло військову напругу у південних землях провінції Оварі і дало можливість Нобуназі зосередитись на війні з родом Сайто, володарем провінції Міно.

### Війна за Міно
Приводом до війни між родами Ода і Сайто була загибель Сайто Досана, голови роду Сайто і союзника Нобунаґи. Збираючись передати свої володіння останньому, Досан вступив у конфлікт із своїм сином, Сайто Йосітацу, і був убитий ним у 1556 році. Перед смертю, Досан устиг передати Нобуназі заповіт, у якому офіційно визнавав його своїм спадкоємцем і доручав йому провінцію Міно.
Перші роки війни за Міно були безуспішними. Лише після смерті Сайто Йосітацу у 1561 році (4 році Ейроку), коли його бездарний син Сайто Тацуокі став головою роду і у ворожому стані стався розкол між старійшинами, ситуація поліпшилася. 1564 року Ода Нобунаґа уклав союз із Адзаї Наґамасою, володарем північних земель провінції Омі (сучасна префектура Сіґа), віддавши за нього свою красуню-сестру Оїті. Відтепер рід Сайто мусив вести війну на два фронти.
У 1566 році Нобуназі вдалося заволодіти місцевістю Суномата, яка була ключем для взяття головної резиденції ворога. Окрім цього, зневірившись у своєму сюзерені Сайто Тацуокі, на бік Оди перейшли троє основних генералів противника (Інаба Іттецу, Уджіїе Наомото, Андо Морінарі) і головний стратег Такенака Хамбей.
1567 року (10 року Ейроку) Нобунаґа захопив ворожу цитадель, замок Ґіфу, прогнав Сайто Тацуокі, і заволодів Міно. Він переніс свою резиденцію до того замку, перейменувавши його на «Ґіфу». Від часу захоплення провінції Міно, Нобунаґа почав використовувати печатку з написом «тенка фубу» (天下布武 — поширення військової влади у Піднебесній), який став девізом його політики об'єднання Японії.

### Похід на Кіото
1565 року (8 року Ейроку) в результаті боротьби за владу між впливовими родами столичного регіону був убитий 13-й керманич сьоґунату Муроматі — Асікаґа Йосітеру. Убивці, очолювані родиною Мійосі, поставили 14-м сьоґуном свою маріонетку Асікаґа Йосіхіде. Крім цього, задля повного контролю над сьоґунатом, вони вирішили прибрати потенційного претендента на посаду сьоґуна, Асікаґа Йосіакі. Але той, довідавшись про небезпеку утік зі столиці до провінції Ечідзен (сучасна префектура Фукуй), володінь роду Асакура.
Через те, що голова роду Асакура, Асакура Йосікаґе, попри обіцянки допомогти сьоґуну-біженцю, навіть і не збирався іти походом на столицю, Асікаґа Йосіакі подався у 1568 році до провінції Міно, володінь Нобунаґи.
Своєю чергою, Ода Нобунаґа одразу ж погодився допомогти Йосіакі, плануючи поширити свою владу на столицю та околиці. За допомоги сьоґуна, він уклав союз із родом Такеда, агресивним сусідом на сході, й у вересні 1568 року, під приводом визволення Кіото від путчистів, вирушив із величезною армією у похід. Менше ніж за півмісяця Нобунаґа заволодів столицею. Заколотники з роду Мійоші повтікали до провінції Ава (сучасна префектура Токушіма). Ті хто намагався опиратися, були знищенні (рід Роккаку). Майже уся знать столичної округи визнала владу Нобунаґи. Асікаґа Йосіакі був назначений 15-м сьоґуном і, на радощах, запропонував Нобуназі посаду свого заступника. Проте Нобунаґа відмовився, не бажаючи пов'язувати себе з владною системою сьоґунату, бо збирався тримати повноту влади у своїх руках. Після походу він повернувся до своєї резиденції у замку Ґіфу.

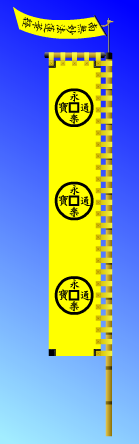
Прапор Нобунаґи з трьома монетами ейраку цухо (永楽通寶 — «вічне щастя через багатство»)

Рід Мійоші спробував узяти реванш і, у січні 1569 року скориставшись відсутністю Нобунаґи, атакував столичний палац сьоґуна. Однак цей наступ відбили розквартировані у Кіото сили Ода під командуванням Акеті Міцухіде, та війська союзника Адзаї Наґамаси. Із остаточною втратою Мійосі усіх позицій у столичному регіоні, Нобунаґа отримав контроль над одним із найбільших торгових центрів тогочасної Японії — містом Сакаї.
Того ж року Нобунаґа завершив завоювання провінції Ісе (сучасна префектура Міє), прийнявши капітуляцію роду Кітабатаке, і поширив свою владу на весь столичний район Кіннай (суасна Кіото, Сіґа, Нара, Міє, Осака).

### Анти-Нобунаґівська коаліція
1569 року (12 року Ейроку) Нобунаґа надіслав Йосіакі «палацові положення» із 16 статей, які суттєво обмежували повноваження сьоґуна. Останній визнав ці «положення», але вони поклали початок конфронтації між двома політиками.
У квітні 1570 року (1 року Ґенкі), під приводом покарання Асакури Йосікаге, який відмовив сьоґуну у допомозі звільнити столицю і знехтував наказом з'явитися туди після її звільнення, Нобунаґа разом із союзницькими силами Токуґави Ієясу розпочав похід до провінції Етідзен. Коли сили Оди і Токуґави вдерлися до ворожої території, Нобунаґа отримав повідомлення про зраду свого союзника і родича Адзаї Наґамаси. Аби не потрапити у лещата військ Асакури та Адзаї, було прийнято рішення негайно відступати до столиці. В ар'єргарді лишилися Кіносіта Хідейосі (пізніше відомий як Тойотомі Хідейосі) та Токуґава Ієясу, які успішно відбили усі атаки противника. Нобуназі вдалось вислизнути з пастки і повернутися до Кіото.
Цей невдалий похід ще більше загострив стосунки між Одою і сьоґуном. Останній одразу ж вислав таємні листи до родів Асакура, Адзаї, Такеда, Морі, Мійосі, а також буддійських монастирів Енряку та Хонґан із закликом повалити Нобунаґу. Утворилась «анти-Нобунаґівська коаліція», якою фактично керував Йосіакі. Проте неузгодженість планів членів коаліції та блискавичні дії Нобунаґи по знешкодженню опонентів, стали головними причинами її розвалу.
У серпні 1570 року союзні сили Ода і Токуґава зустрілись у вирішальній битві при Анегава з 13-тисячним військом Адзаї та Асакури. Потужна атака військ противника розбила перші ряди військ Нобунаґи, але тилові удари нанесені загонами Оди і Токуґави змінили хід битви на користь союзників.
Наприкінці літа того ж року, Нобунаґа посунув війська проти сил родини Мійосі, які закріпилися у провінції Сеццу (суч. префектура Осака). Йому довелося вести важкі бої, оскільки противник отримав підтримку з боку монастиря Хонґан. Поки Нобунаґа воював у Сеццу, у його тилу розгорнули дії загони буддійських ченців з монастиря Енряку та залишки військ Адзаї і Асакури. Аби остаточно розправитись із ворогами у тилу, Ода відступив із Сеццу і перекинув війська до району їхніх дій. Проте Адзаї та Асакура повтікали за стіни Енряку, і Нобунаґа був змушений витрачати час на облогу. Між тим, голова монастиря Хонґан оголосив Нобунаґу «ворогом Закону Будди» і наказав своїм віруючим підняти повстання у Наґасіма (сучасна префектура Міє).
У такій ситуації Нобунаґа вирішив задіяти імператорський двір, щоб тимчасово знешкодити противника. За посередництва імператора Оґіматі, він уклав тимчасовий мир з Адзаї та Асакурою.
У червні 1571 року (2 року Ґенкі), накопичивши достатньо сил для подальшої боротьби, Нобунаґа атакував монастир Енряку. Було вирізано близько 3 тисяч монахів, жінок та дітей, а сам монастир спалено дощенту. З падінням Енряку сили Адзаї та Асакури сильно ослабли. Наступного року декілька їхніх генералів переметнулись на бік Нобунаґи.
Відчуваючи загрозу розпаду коаліції, сьоґун звернувся по термінову допомогу до Такеди Шінґена, володаря провінції Кай (сучасна префектура Яманасі). Рід Такеда славився своїми самураями на всю Японію, і сьоґун з нетерпінням очікував їх у столиці. Такеда розірвав старий союз із Нобунаґою і вдерся до його східних земель у провінції Міно, а також атакував володіння Токуґави Ієясу у провінціях Тотомі і Мікава (сучасні префектура Айті та префектура Сідзуока).
У січні 1573 року війська Такеди Шінґена розбили союзні війська Токуґави і Оди під командуванням Ієясу у битві на полі Мікатагара. Ієясу втратив майже усе військо і ледве втік до своєї резиденції.
Успіхи Такеди на східному фронті підбадьорили внутрішніх ворогів Нобунаґи. Ряд володарів столичного округу на чолі з сьоґуном Асікаґою Йосіакі підняли проти Оди війська. Нобунаґа спробував через імператора владнати стосунки з Йосіакі, але цей план провалився.

### Розвал ворожої коаліції
У квітні 1573 року (4 року Ґенкі) на половині шляху до столиці помер від хвороби найнебезпечніший ворог Нобунаґи — Такеда Шінґен. Війська Такеди, втративши лідера, негайно повернулися додому у провінцію Кай, залишивши решту членів «анти-Нобунаґівської коаліції» один-на-один з потужними силами Оди. Нобунаґа скерував свій перший удар по бунтівному сьоґуну. У липні того ж року Ода узяв сьоґунівські замки Нідзьо і Макіносіма, вигнав Йосіакі з Кіото і, тим самим, ліквідував сьоґунат. Аби відзначити цю подію, Нобунаґа звернувся до імператорського двору з проханням змінити девіз правління «Ґенкі» на «Тенсьо» («Небесна правота»). Це прохання було негайно задоволено.
У серпні 1573 року (1 року Тенсьо) Нобунаґа вдерся до володінь роду Асакури, розгромив його війська у битві при Тонедзака і змусив голову роду Асакуру Йосікаге покінчити життя ритуальним самогубством. Рід Асакура було знищено. Після цього Ода кинув усі сили на родину Адзаї, яка була ліквідована з падінням її цитаделі Одані. За переказами, Нобунаґа зробив із черепів Асакури Йосікаге і Адзаї Наґамаси золоті чаші.
Наприкінці вересня 1573 року Ода вирішив приборкати буддистів, які повстали у Наґасіма. Місяць важких боїв не дав результату. Зазнавши суттєвих втрат Нобунаґа відступив. План знищення повстанців було відкладено на наступний рік.
У листопаді 1573 року, налякані діями Оди старійшини роду Мійосі, власноруч убили свого сюзерена, який збирався виступити проти Нобунаґи, і тим самим поклали кінець існуванню власного роду. Таким чином, менше ніж за рік, «анти-Нобунаґівська коаліція» була розгромлена.

### Штурм повстанців у Наґасімі
З настанням 1574 року (2 року Тенсьо) вірні монастиря Хонґан підняли повстання у завойованій Нобунаґою провінції Етідзен, перебили усю новоприбулу адміністрацію і захопили владу у свої руки. З іншого боку, новий голова клану Такеда, Такеда Кацуйорі, збираючись реалізувати плани покійного батька по захопленню столиці, атакував східні володіння Нобунаґи.
Між тим, у березні того ж року Нобунаґу було назначено радником імператора, що сильно підняло його авторитет у країні. Відтепер війна проти Нобунаґи була війною проти імператорського двору. Вплив авторитету імператора між самураями був досить сильним, тому все менше і менше родів відважувались змагатися з Одою.
У липні Нобунаґа повів 30-тисячне військо до бунтівної Наґасіми. Остання розташовувалась на островах гирла лиману, що перетворювало її на природну фортецю. Ода оточив сили повстанців, які заперлися на острівних укріпленнях, плануючи узяти їх змором. Протягом місяця буддисти не переймалися питаннями провізії і відчайдушно боролися проти військ противника, здобувши голови двох братів Нобунаґи. Але із середини серпня, коли забракло харчів, сили повстанців почали згасати. Зазнавши великих втрат, війська Нобунаґи штурмом узяли центральне укріплення — замок Оторі.
Наприкінці вересня більшість буддистів вирішили капітулювали, за умови що їм буде дозволено відступити до монастиря Хонґан в Осаці. Нобунаґа прийняв їхню пропозицію, але як тільки бунтарі відкрили ворота своїх фортів, самураї Оди кинулися на них і перебили усіх без винятку. У буддистів лишилося лише два укріплення, які відмовилися здаватись. Їх було оточено і спалено разом із захисниками.
Загалом, Нобунаґа знищив близько 20 тисяч буддистів-бунтарів. Методи придушення повстання були жорстокими, але ефективними, відбиваючи охоту багатьох незадоволених піднімати в майбутньому бунти у внутрішніх володіннях Оди.

### Від битви при Наґашіно до завоювання провінції Етідзен

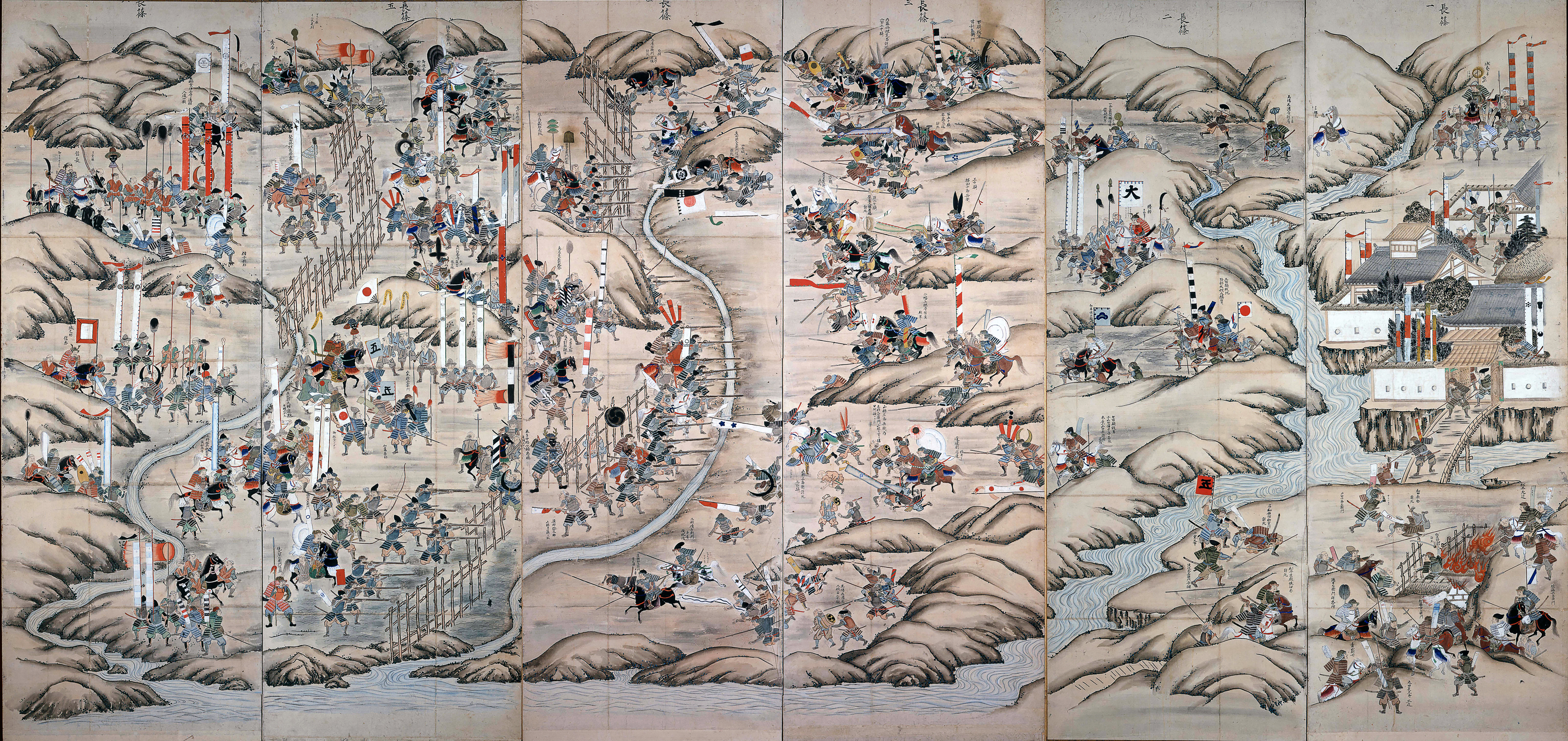
Битва при Наґашіно. Аркебузири Нобунаги знищують елітні війська роду Такеда.

У травні 1575 року (3 року Тенсьо) 15-тисячне військо роду Такеда вторглося до володінь союзника Нобунаґи Токуґави Ієясу й оточило замок Наґашіно. Захисники замку добре оборонялися і війська нападника були змушені стояти в облозі. У травні, на допомогу Токуґаві, прибуло 30-тисячне військо Нобунаґи.
29 червня між силами військами Такеди і армією союзників відбулася битва при Наґашіно. Елітна кіннота Такеди була вщент розбита аркебузирами Нобунаґи і Токуґави. Це був перший бій в історії Японії, перемога у якому була здобута завдяки вогнепальній зброї. Рід Такеда втратив багатьох визначних полководців і не зміг відновити свої сили у майбутньому.
У серпні, після битви при Наґашіно, Нобунаґа атакував повсталу провінцію Етідзен. На той час, між бунтівниками стався розкол через зловживання їхніх високопосадовців і частина невдоволених перейшла на бік Нобунаґи. Війська Оди винищили близько 12 тисяч буддистських повстанців, а ще 40 тисяч захопили живцем, яких обернули у рабів і попродавали японським і європейським работоргівцям.
Провінція Етідзен вдруге стала володінням Нобунаґи. Він доручив управління нею одному зі своїх видатних командирів Сібаті Кацуіє.

### Друга анти-Нобунаґівська коаліція
У грудні 1575 року (3 року Тенсьо) Нобунаґа передав титул голови роду Ода і замок Ґіфу своєму сину Ода Нобутаді, але залишив за собою усі реальні важелі влади. Для себе Нобунаґа звів новий замок у Адзуті, моделлю для якого була європейська середньовічна фортеця із високою головною баштою донжоном у центрі. Новий замок став символом «нової влади» Нобунаґи.
Тим часом, вигнаний з Кіото екс-сьоґун Асікаґа Йосіакі надіслав до монастиря Хонґан, родів Морі, Такеда, Уесуґі й інших заклики повалити режим Оди. Сформувалась так звана «друга-антиНобунаґівська» коаліція.
На початку 1576 року проти Нобунаґи повстав Хатано Хідехару, володар провінції Тамба (частина сучасних префектур Кіото та Хього). Кампанію проти нього вели полководці Оди, але вона завершилася невдало.
Окрім цього, монастир Хонґан також розпочав наступ. Монахи розбили сили Оди, які тримали їх у облозі, і, загнавши противника у сусідні форти, оточили їх. Аби врятувати ситуацію, Нобунаґа особисто з'явився із загонами самураїв у районі Осаки. У запеклому бою при монастирі Тенно він був поранений кулею у стегно, але його особиста присутність підбадьорила війська і вони спромоглися загнати буддистів назад до монастиря та поновити облогу. Втім її ланцюг був прорваний з моря силами роду Морі, які вщент розбили флот Оди у битві біля річки Кіцукава, і доставили до монастиря Хонґан продовольство та нову зброю.
Також у північних кордонів володінь Нобунаґи почав активні дії «північний тигр» з провінції Етіґо (сучасна префектура Ніїґата) — Уесуґі Кеншін.
Нобунаґа вирішив нейтралізувати спочатку найближчого ворога — буддистів з монастирі Хонґан. Він розбив їхніх союзників, місцеву знать з півночі провінції Кії (сучасна префектура Вакаяма), і зміг остаточно блокувати ворожий монастир із суходолу.
Проти Уесуґі він вислав армію під керівництвом Сібати Кацуіє, яка втім зазнала поразки. Підбадьорені перемогою Кеншіна, у внутрішніх володіннях Оди повстали анти-Нобунаґівські сили на чолі з Мацунагою Хісахіде. Цей бунт вдалося швидко ліквідувати, але поразка від Уесуґі посилила позиції монастиря Хонґан, родів Морі і Хатано. Ода залишався оточений колом ворогів.
Однак Нобуназі знову надзвичайно поталанило. У березні 1578 року помер від хвороби Уесуґі Кеншін і армія Сібати взяла реванш, захопивши провінцію Ното (сучасна префектура Ісікава). У листопаді того ж року закуті у залізо кораблі Оди розбили флотилію Морі і встановили блокаду монастиря Хонґан з моря. Крім цього, у 1579 році полководець Акеті Міцухіде, спромігся завоювати усі володіння родини Хатано. Того ж року, завдяки винахідливості Хасіба Хідейосі на бік Нобунаґи перейшов рід Укіта, давнішній союзник роду Морі, а бунтівні володарі Аракі та Бессьо були розбиті. «Анти-нобунаґівська коаліція» фактично розпалася.
Ода розділив свої армії на ряд фронтів. Завоювання північних провінції він доручив Сібаті Кацуїе, а війну з ослабленим родом Такеда поклав на плечі Такігави Кадзумаса і Токуґави Ієясу. Наглядати за спокоєм у володіннях столичного регіону було призначено Акечі Міцухіде. За кампанію проти роду Морі відповідав Тойотомі Хідейосі, а облогою монастиря Хонґан керував Сакума Нобуморі. Втихомирення острова Шікоку мусили провадити Ніва Нагіхіде та Ода Нобутака.
У 1580 році, за втручання імператора, монахи монастиря Хонґан капітулювали і полишили Осацькі укріплення, перебравшись до провінції Кії. Нобуназі вдалось нейтралізувати свого найзапеклішого ворога.
У 1581 році сили Оди вдерлися до провінції Іґа (сучасна префектура Міє), одного з головних центрів диверсантів-ніндзя, які довгий час обслуговували ворогів Нобунаґи. З величезними зусиллями 60-тисячне військо здійснило «зачистку» краю, винищивши поголовно всіх мешканців і поруйнувавши усі будівлі.
У березні 1582 року було покінчено із родом Такеда. До рук Нобунаґи перейшли провінції Кодзуке (сучасна префектура Ґунма), Шінано (сучасна префектура Наґано) та Кай.

### Інцидент у монастирі Хонно
29 травня 1582 року (10 року Тенсьо), для підготовки кампанії проти роду Морі, Нобунаґа зупинився у Кіото у монастирі Хонно. Він збирався особисто очолити війська, частина яких вже вела затяжні бої з противником. На допомогу їм було вислано сили генерала Акеті Міцухіде.
Вночі, 2 червня, вислані на допомогу війська, замість того щоб виступити на фронт, прибули до Кіото і оточили монастир Хонно, в якому перебував Нобунаґа із сотнею почту. Солдати Акеті Міцухіде штурмували храм, який невдовзі загорівся. Усі, хто був у ньому, включаючи Нобунаґу, загинули. Втім, вороги так і не змогли знайти тіла Оди.
Існує декілька наукових гіпотез, які роз'яснюють причини, яків побудили Акеті Міцухіде повстати проти свого сюзерена. За найаргументованішою гіпотезею, Акеті, будучи відомим полководцем Нобунаґи, зазнавав від нього побоїв та утисків. Ода не переймався японською старовиною і традиціями, які шанував Міцухіде. Намагання Нобунаґи підкорити своїй владі імператора, ліквідація сьоґунату, і, що найголовніше, позбавлення Акеті усіх його земель, змусили останнього виступити проти деспота-сюзерена. Тобто, вважається, що Акеті убив Нобунаґу керуючись особистими мотивами.
За іншими припущеннями, Акеті був лише знаряддям у руках замовників, які дуже хотіли відправити Нобунаґу на той світ. Серед них називають імператора, екс-сьоґуна та наступників Нобунаґи — Тойотомі Хідейосі та Токуґаву Ієясу.

## Імена
- Прізвище: Ода 【織田】
- Дитяче ім'я: Кіппоші　【吉法師】　«Щасливчик»
- Тимчасове: Сабуро 【三郎】
- Власне ім'я: Нобунаґа 【信長】
- Посмертне ім'я: Тайґан 【泰巌】　«Непорушна скеля»
- Буддистське ім'я: Його високість Сокен 【総見院】 «Всевидющий»

## Сім'я
- Батько: Ода Нобухіде
- Матір: Дота Ґодзен

Родова емблема дому Ода.

- Брати: Ода Нобухіро, Ода Нобуюкі, Ода Наґамасу
- Сестри: Оїті
- Спадкоємець: Ода Нобутада
- Головна дружина: Сайто Кічьо, донька Сайто Досана.
- Інші дружини: Ікома Кіцуно, Набе та інші
- Сини: Загалом 12 синів
  - Ода Нобутада, Ода Нобукацу, Ода Нобутака
та інші
- Доньки: Загалом 11 доньок.

## Пам'ять

### Пам'ятники

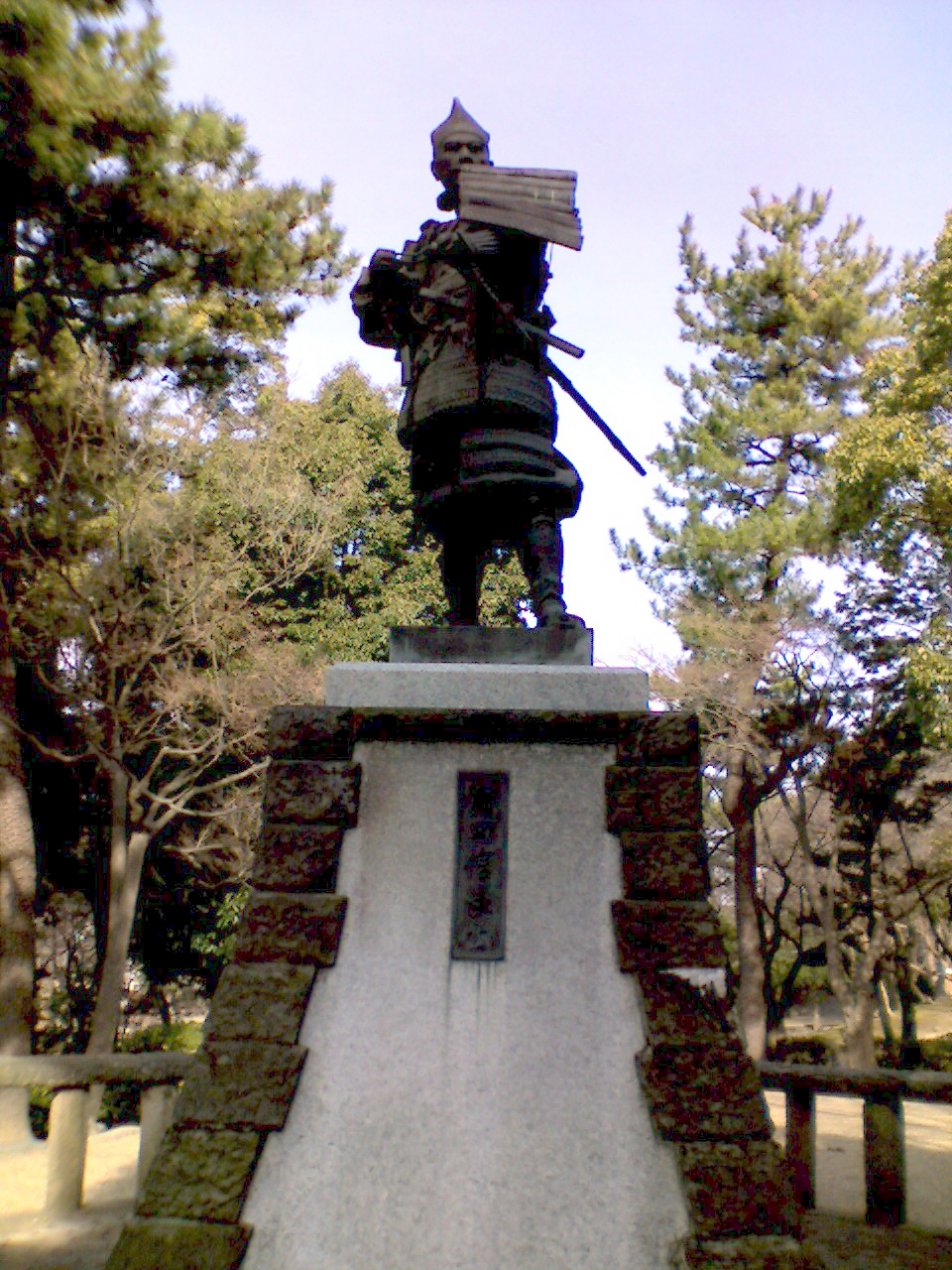
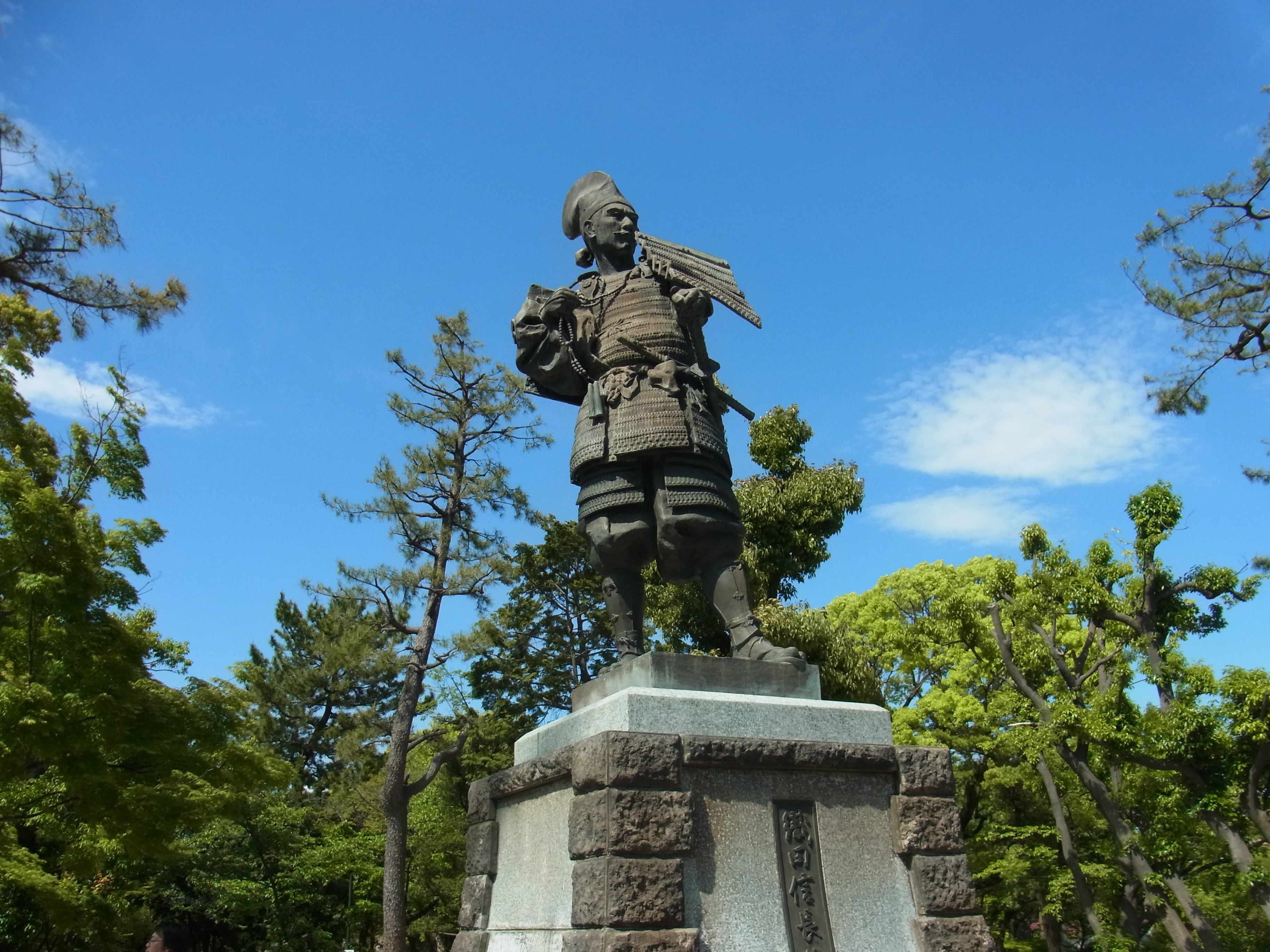
м. Кійосу, п. Айті

## Хронологія
| Дата | Подія |
| 1534 | Народження Ода Нобунаґи у провінції Оварі (сучасна префектура Айті).                                                            |
| 1549 | Одруження Нобунаґи з донькою сусіднього володаря Сайто Досана з провінції провінція Міно. Союз з Міно (сучасна префектура Ґіфу) |
| 1551 | Смерть батька Оди Нобухіде. |
| 1556 | Смерть Сайто Досана. Початок війни за провінцію Міно.                                                                           |
| 1557 | Вбивство брата-заколотника Ода Нобуюкі. Захоплення половини провінції Оварі                                                     |
| 1559 | Об'єднання провінції Оварі |
| 1560 | Війна з родом Імаґава. Битва при Окехадзамі.                                                                                    |
| 1562 | Союз із Токуґавою Ієясу проти роду Імаґава.                                                                                     |
| 1564 | Союз із Адзаї Наґамасою проти роду Сайто.                                                                                       |
| 1567 | Завоювання провінції Міно. Початок використання печатки «тенка фубу» .                                                          |
| 1568 | Підтримка сьоґуна Асікаґи Йосіакі. Похід на Кіото.                                                                              |
| 1570 | Утворення першої анти-нобунаґівської коаліції. Битва при Анегава.                                                               |
| 1571 | Спалення монастиря Енряку. |
| 1572 | Поразка союзних військ Токуґави і Оди у битві при Мікатагахара.                                                                 |
| 1573 | Ліквідація сьоґунату, родів Адзаї та Асакура.                                                                                   |
| 1574 | Придушення повстанців у Наґасіма                                                                                                |
| 1575 | Битва при Наґашіно. Винищення повстанців у провінції Етідзен (сучасна префектура Фукуй).                                        |
| 1576 | Утворення другої анти-нобунаґівської коаліції. Бій при Тенно.                                                                   |
| 1579 | Завоювання провінції Тамба (сучасна префектура Кіото) силами Акеті Міцухіде.                                                    |
| 1580 | Капітуляція монастиря Хонґан.                                                                                                   |
| 1581 | Винищення оплоту ворожих ніндзя з провінції Іґа (сучасна префектура Міє).                                                       |
| 1582 | Знищення роду Такеда. Загибель Нобунаґи у монастирі Хонно.                                                                      |

## У культурі
- Зайняв перше місце у загально-національному опитуванні «Великі японці» (2006).

### Відеоігри
- У відеогрі Payday 2, під час контракту «Тіньовий рейд», банда Payday викрала із броньованого сховища самурайські обладунки Нобунаґи.